# Solís de Mataojo
Solís de Mataojo – miasto w Urugwaju, w departamencie Lavalleja.